# Mitropacup 1937
De Mitropacup 1937 was de elfde editie van de internationale beker.
Er namen teams deel uit Oostenrijk, Hongarije, Tsjechoslowakije, Italië, Zwitserland, Joegoslavië en Roemenië. Voor Zwitserland en Roemenië was het de eerste keer dat er teams deelnamen, Joegoslavië is er na enkele jaren afwezigheid opnieuw bij. Normaal gezien nam de landskampioen, vicekampioen en bekerwinnaar (of verliezend bekerfinalist) van elk land nam deel. Er werd gespeeld met een knock-outsysteem in heen- en terugwedstrijden. Bij gelijke stand na twee wedstrijden zou er een beslissende wedstrijd komen. Alle clubs startten in de 1/8ste finale. Titelverdediger Austria Wien bereikte de halve finale en verloor daar van latere winnaar Ferencvaros.

## 1/8ste finale
| Teams                   | Teams | Teams                   | Heenwedstrijd | Terugwedstrijd | Totaalscore |
| Slavia Praag            | -     | Ferencvárosi FC         | 2:2           | 1:3            | 3:5         |
| First Vienna FC         | -     | FC Young Fellows Zürich | 2:1 (1:1)     | 0:1 (0:1)      | 2:2         |
| AGC Bologna             | -     | FK Austria Wien         | 1:2 (1:0)     | 1:5 (0:2)      | 2:7         |
| ASC Venus Boekarest     | -     | Újpest FC               | 4:6 (1:2)     | 1:4 (0:2)      | 5:10        |
| SK Admira Wien          | -     | Sparta Praag            | 1:1 (0:0)     | 2:2 (2:2)      | 3:3         |
| Genova 1893             | -     | HŠK Građanski Zagreb    | 3:1           | 3:0            | 6:1         |
| Hungária FC Boedapest   | -     | Lazio Roma              | 1:1 (0:0)     | 2:3 (0:2)      | 3:4         |
| Grasshopper-Club Zürich | -     | SK Prostějov            | 4:3           | 2:2            | 6:5         |

| Teams           | Teams | Teams                   | Score | Beslissende wedstrijd | Totaalscore |
| First Vienna FC | -     | FC Young Fellows Zürich | 2:2   | 2:0 (0:0)             | 4:2         |
| SK Admira Wien  | -     | Sparta Praag            | 3:3   | 2:0 (0:0)             | 5:3         |

## Kwartfinale
| Teams           | Teams | Teams                   | Heenwedstrijd | Terugwedstrijd | Totaalscore |
| Ferencvárosi FC | -     | First Vienna FC         | 2:1 (2:1)     | 0:1 (0:0)      | 2:2         |
| FK Austria Wien | -     | Újpest FC               | 5:4 (1:2)     | 2:1 (1:0)      | 7:5         |
| Lazio Roma      | -     | Grasshopper-Club Zürich | 6:1 (3:1)     | 2:3 (1:2)      | 8:4         |
| SK Admira Wien  | -     | Genova 1893             | 2:2 (0:0)     | -:- 1          | -:- 1       |

1  Bij de heenwedstrijd in Wenen op 4 juli 1937 tussen Admira en Genova kwam het tot een politieke demonstratie tegen de Italianen. Het Italiaanse ministerie van Buitenlandse zaken besloot om daardoor de terugwedstrijd in Genua niet meer te spelen waarop beide clubs werden uitgeschakeld. 
| Teams           | Teams | Teams           | Score | Beslissende wedstrijd | Totaalscore |
| Ferencvárosi FC | -     | First Vienna FC | 2:2   | 2:1 (2:0)             | 4:3         |

## Halve finale
| Teams           | Teams | Teams           | Heenwedstrijd | Terugwedstrijd | Totaalscore |
| FK Austria Wien | -     | Ferencvárosi FC | 4:1 (2:0)     | 1:6 (1:2)      | 5:7         |
| Lazio Roma      | -     | Bye 2           |               |                |             |

2 Nadat beide clubs gediskwalificeerd werden kon Lazio meteen naar de finale.

## Finale
| Teams           | Teams | Teams      | Heenwedstrijd | Terugwedstrijd | Totaalscore |
| Ferencvárosi FC | -     | Lazio Roma | 4:2 (1:1)     | 5:4 (3:4)      | 9:6         |

| Teams           | Ferencvárosi FC - Lazio Roma |
| Uitslag         | 4:2 (1:1) |
| Datum           | 12 september 1937 |
| Stadion         | Üllői út, Boedapest 32.000 toeschouwers |
| Scheidsrechter  | Augustin Krist (Tsjechoslowakije) |
| Goals           | 1:0 (20.) Géza Toldi, 1:1 (26.) Umberto Busani, 2:1 (53.) György Sárosi, 3:1 (59.) György Sárosi, 3:2 (63.) Silvio Piola, 4:2 (77.) György Sárosi                                                   |
| Ferencvárosi FC | József Háda; Sándor Tátrai, Lajos Korányi; Béla Magda, Gyula Polgár, Székely, Mihály Táncos, Gyula Kiss, György Sárosi, Géza Toldi, Tibor Kemény Trainer: József Sándor                             |
| Lazio Roma      | Giacomo Blason; Benedetto Zaccone, Alfredo Monza; Giuseppe Baldo, Giuseppe Viani, Luigi Milano; Umberto Busani, Libero Marchini, Silvio Piola, Bruno Camolese, Giovanni Costa Trainer: József Viola |

| Teams           | Lazio Roma - Ferencvárosi FC |
| Uitslag         | 4:5 (4:3) |
| Datum           | 24 oktober 1937 |
| Stadion         | Stadio Nazionale del Partito Nazionale Fascista, Rome 35.000 toeschouwers |
| Scheidsrechter  | Hans Wüthrich (Zwitserland) |
| Goals           | 1:0 (4.) Giovanni Costa, 1:1 (5.) György Sárosi, 1:2 (8.) György Sárosi, 2:2 (19.) Silvio Piola, 3:2 (24.) Silvio Piola, 4:2 (36.) Silvio Piola, 4:3 (37.) Géza Toldi, 4:4 (71.) Gyula Polgár, 4:5 (79.) György Sárosi |
| Lazio Roma      | Vincenzo Provera; Benedetto Zaccone, Alfredo Monza; Giuseppe Baldo, Giuseppe Viani, Luigi Milano; Umberto Busani, Libero Marchini, Silvio Piola, Bruno Camolese, Giovanni Costa Trainer: József Viola                  |
| Ferencvárosi FC | József Háda; Sándor Tátrai, Lajos Korányi; Béla Magda, Gyula Polgár, Gyula Lázár, Mihály Táncos, Gyula Kiss, György Sárosi, Géza Toldi, Tibor Kemény Trainer: József Sándor                                            |

1927 · 1928 · 1929 · 1930 · 1931 · 1932 · 1933 · 1934 · 1935 · 1936 · 1937 · 1938 · 1939 · 1940 · 1951 · 1955 · 1956 · 1957 · 1958 · 1959 · 1960 · 1961 · 1962 · 1963 · 1964 · 1965 · 1966 · 1967 · 1968 · 1969 · 1970 · 1971 · 1972 · 1973 · 1974 · 1975 · 1976 · 1977 · 1978 · 1980 · 1981 · 1982 · 1983 · 1984 · 1985 · 1986 · 1987 · 1988 · 1989 · 1990 · 1991 · 1992